# Jacques Zoon
Jacques Zoon (* 1961 in Heiloo, Niederlande) ist ein niederländischer Flötist. Er tritt als Solist und mit renommierten Orchestern auf und gilt als ein Vertreter der Barockmusik mit einem Repertoire von Bach bis Mozart sowie auf zahlreichen Festivals in Europa, Nordamerika und Japan. Zudem ist er Flötenlehrer, seit 2002 ist er Gastdozent am Haute école de musique de Genève sowie seit 2008 auch an der Escuela Superior de Música Reina Sofia in Madrid.

## Ausbildung und Beruf
Zoon absolvierte nach seinem Abitur in Alkmaar das das Conservatorium van Amsterdam mit seinem Lehrer Koos Verheul (1927–2010) und Harrie Starreveld. Anschließend ging er nach Kanada und nahm Meisterkurse bei Geoffrey Gilbert und András Adorján. Zuvor schon war er Mitglied im Jugendorchester der Europäischen Union unter anderem unter der Leitung von Dirigenten wie Claudio Abbado und Leonard Bernstein.
Zoon begann seine Karriere als Soloflötist beim Nederlands Philharmonisch Orkest und Den Haager Philharmonischen Orchesters, war von 1988 bis 1994 Orchestermitglied im Concertgebouw-Orchesters und für acht Spielzeiten von 1989 bis 1997 des Chamber Orchestra of Europe. Bei verschiedenen Gelegenheiten spielte er als Soloflötist mit den Berliner Philharmonikern unter der Leitung von Claudio Abbado und bei den Osterfestspielen Salzburg. Durch seinen Aufenthalt in Nordamerika hat er enge Verbindung nach Boston.
Im Unterschied zu den meisten seiner Berufskollegen spielt Zoon auf einem Instrument aus Holz. Nancy Toff bestimmt das Jahr 1977, seitdem der Artist Holzquerflöten bevorzugt. Dieses Material soll dem Instrument einen „einzigartig reichen, kraftvollen, farbigen und flexiblen Klang entlocken“. Er wurde in seiner Zeit in Boston so zum Vorbild anderer Musiker, die auch auf Flöten dieser Bauweise zurückgriffen. Boston ist ein Zentrum des Flötenbaus. So konnte Zoon, der auch selbst Flötenbauer ist, mit mehreren Herstellern – vor allem William S. Haynes Flute Company und Verne Q. Powell Flutes nach seinen klanglichen und ergonomischen Vorstellungen Holzflöten entwickeln, die der Bauweise der Böhm-Flöte entsprachen. Seine Flöten haben einen recht großen Durchmesser und sind wegen einem stärkeren Wanddurchmesser schwerer als andere Holzquerflöten, erzeugen aber einen dunkleren, reicheren Klang, der charakteristisch ist.